# Glossosphecia
Glossosphecia é um gênero de traça pertencente à família Brachodidae.